# Edouard Pichon

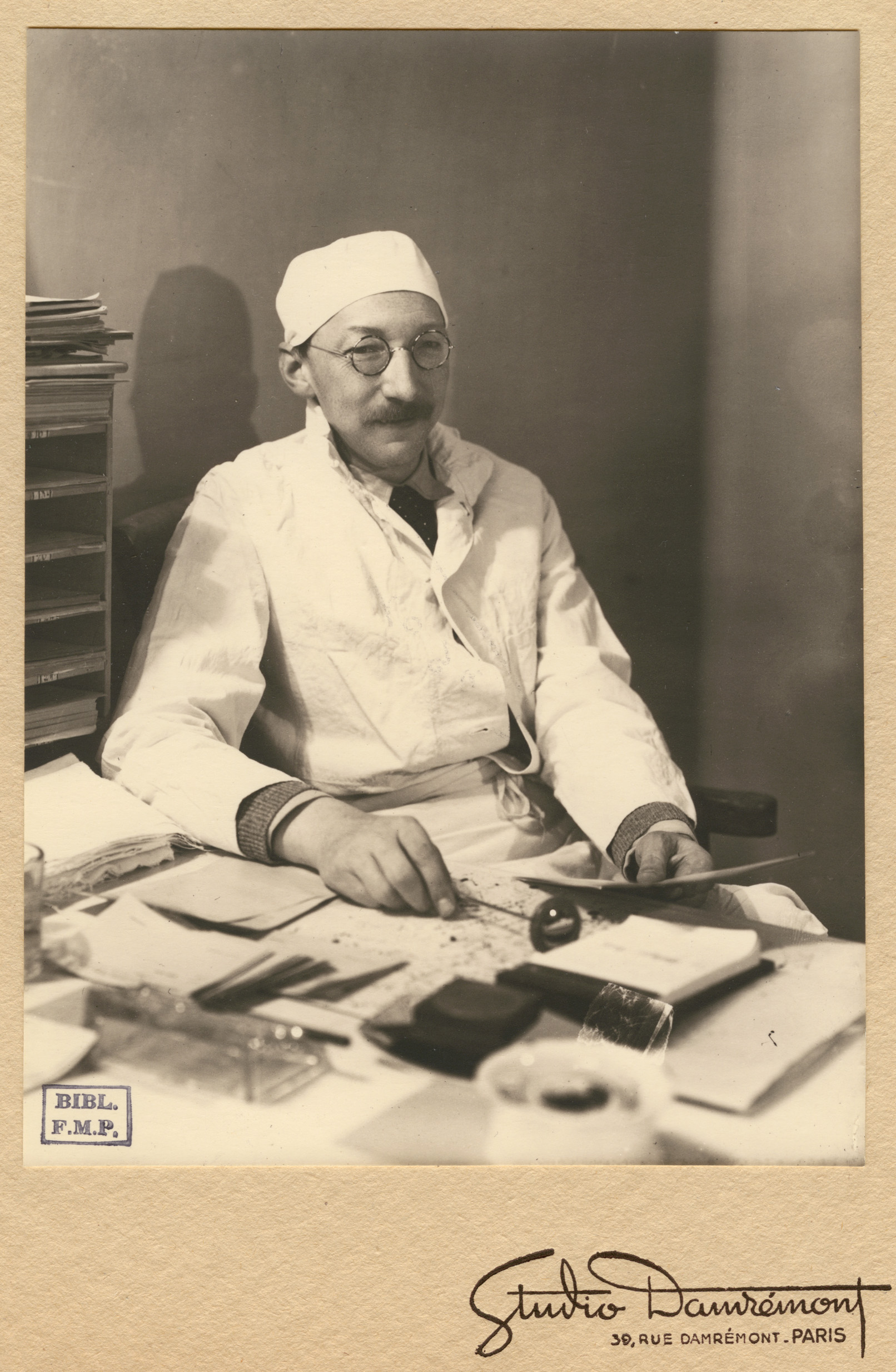
Edouard Pichon

Edouard Pichon (* 24. Juni 1890 in Sarcelles; † 20. Januar 1940 in Paris) war ein französischer Psychoanalytiker, Romanist und Grammatiker.

## Leben und Werk
Jean-Baptiste Edouard Pichon promovierte in der Medizin mit der Thèse Le Rhumatisme cardiaque évolutif et son traitement, Paris 1924. Er war Gründungsmitglied und 1939 Präsident der Französischen Gesellschaft für Psychoanalyse und von Beruf Arzt und Psychiater. Pichon war der Schwiegersohn von Pierre Janet. Weltanschaulich gehörte er zum Kreis um Charles Maurras und zur Action Française.
Zusammen mit seinem Onkel Jacques Damourette (1873–1943) begann er 1911 mit 21 Jahren als sprachwissenschaftlicher Laie die größte je verfasste französische Grammatik, die bis 1956 in sieben Bänden und einem Indexband auf 4549 Seiten unter dem Titel Des mots à la pensée. Essai de grammaire de la langue française (Paris 1927, 1930, 1931, 1933, 1934, 1936, 1949, 1952, 1956; 8 Bde. Paris 1968-1983) erschien. Ihr Wert liegt in der großen Zahl analysierter Beispiele aus allen Jahrhunderten und Stilebenen, einschließlich der zeitgenössischen Sprechsprache, wird aber geschmälert durch eine von den Verfassern neu geschmiedete esoterische Terminologie, in die der Benutzer sich erst einarbeiten muss.

## Weitere Werke
- Contes couleur de moi, Paris 1926
- Exposé des titres et travaux scientifiques, Paris 1933
- Temps et idiome. La voie linguistique d'exploration du problème psychologique du temps, in: Recherches philosophiques 1935-1936, S. 196–233
- Le Développement psychique de l'enfant et de l'adolescent, évolution normale, pathologie, traitement. Manuel d'étude, Paris 1936, 2. Auflage Paris 1947, 3. Auflage Paris 1953, 1965
- (zusammen mit Suzanne Borel-Maisonny) Le Bégaiement, sa nature et son traitement, Paris 1937, 2. Auflage 1964, 3. Auflage 1971, 4. Auflage 1976
- A l'aise dans la civilisation. Trois conférences pour l'Institut de psychanalyse de Paris, Paris 1938